# Warukara
Warukara är ett vattendrag i Burundi. Det ligger i den nordvästra delen av landet, 60 kilometer norr om huvudstaden Bujumbura.
I omgivningarna runt Warukara växer huvudsakligen savannskog. Runt Warukara är det tätbefolkat, med 257 invånare per kvadratkilometer.